# Хюгге

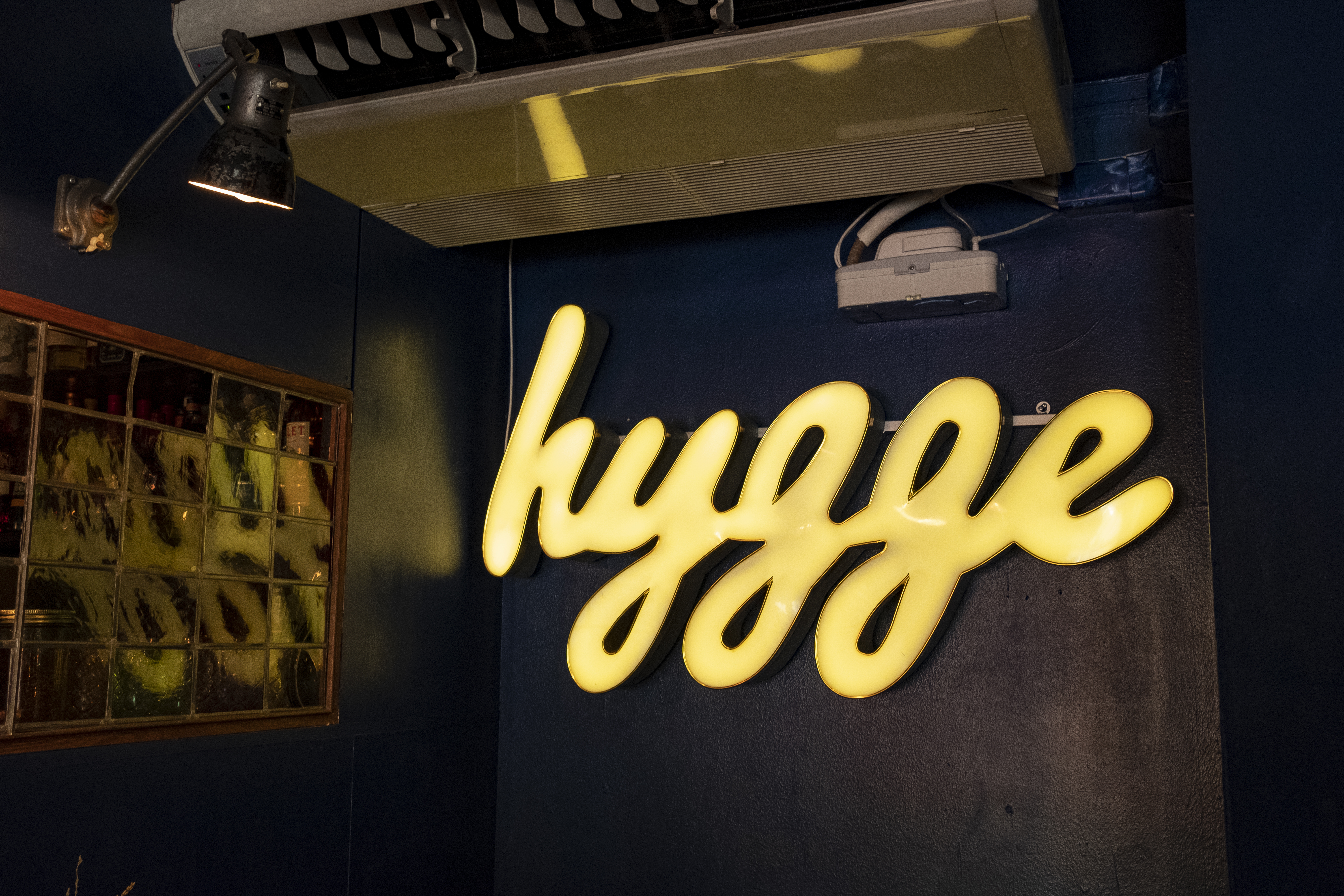
Неоновая вывеска в веганском ресторане в Нёрребро

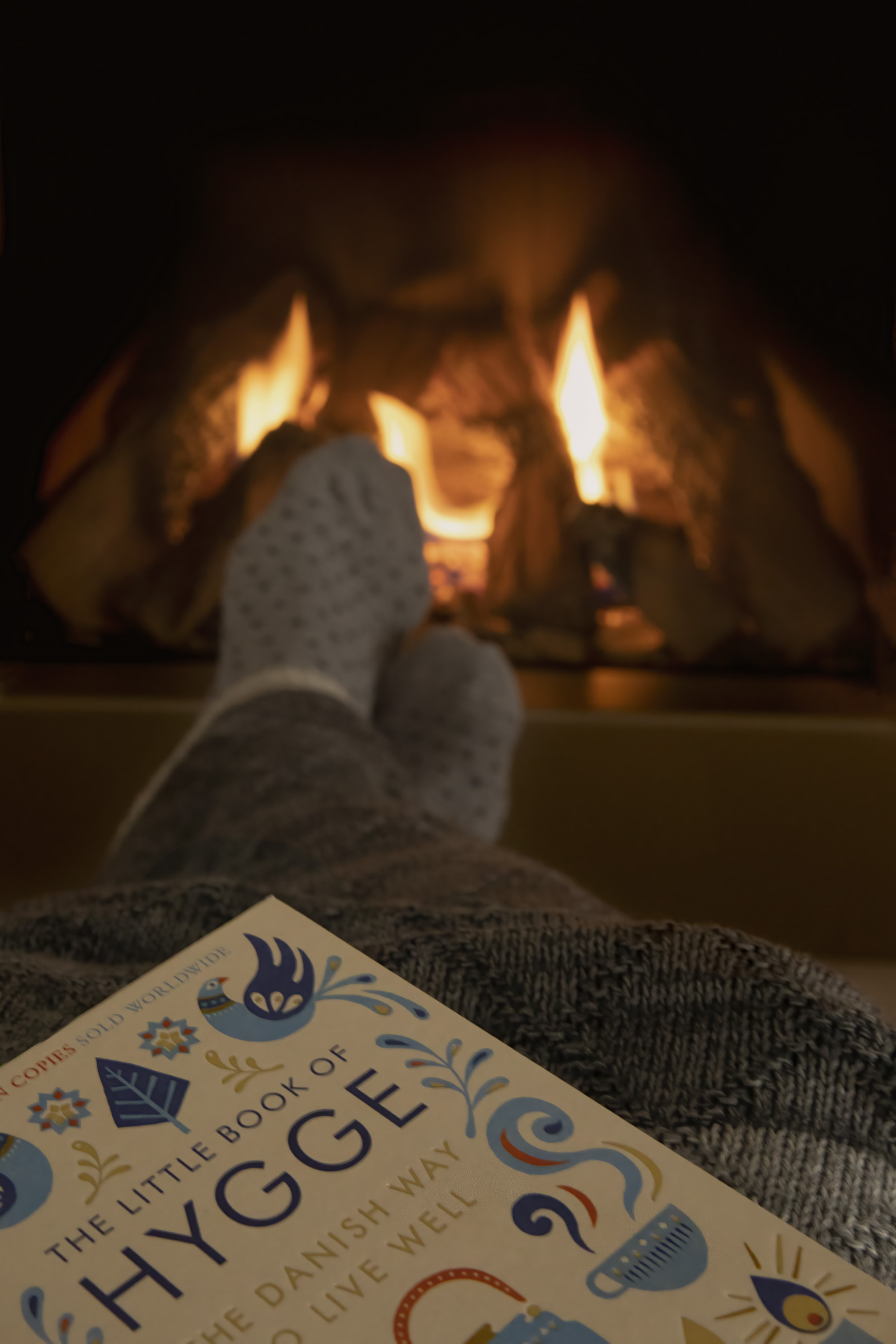
Хюгге в тёплых носках и под пледом у камина с бестселлером о хюгге

Хю́гге (дат. hygge) — понятие, возникшее в скандинавских странах, обозначающее чувство уюта и комфортного общения с ощущениями благополучия и удовлетворённости. За последние годы хюгге стало определяющей характеристикой датской культуры. В 2017 году датское слово «хюгге» было включено в Оксфордский словарь английского языка.

## Этимология
Слово hygge происходит от норвежского слова, означающего «благополучие, благосостояние». Полагают также, что hygge может происходить от слова hug («мысленная жизнь, сознание»), которое, в свою очередь, восходит к hugge, известного с 1560-х и означающего «объятие». Этимология hugge неизвестна, но с большой долей уверенности оно связано с древнескандинавским hygga «комфорт», происходящего от hugr «настроение». Hugr же происходит от германского слова hugyan, родственного древнеанглийскому hycgan и означающего «думать, считать».
Слово hygge впервые появилось в датском письменном языке в XIX веке и с тех пор превратилась в культурную идею, популярную в настоящее время в Дании и Норвегии. Хотя hygge имеет единое значение и в датском, и в норвежском языках, а также широко используется (вместе с производными формами, как например hyggelig), акцент на hygge как важной части культурной самобытности — это всё же, в основном, относительно недавнее датское явление; в Норвегии же hygge — это обычное слово, приблизительно равное слову cozy («уютный») в англоязычных странах.

## Описание
И в датском, и в норвежском языках «хюгге» означает «форму повседневного единства», «приятные и высоко ценимые повседневные ощущения безопасности, равенства, личной целостности и спонтанного социального потока». Этимологический словарь норвежского и датского языков определяет «hygge» как нечто хорошее, уютное, безопасное и привычное в отношении психологического состояния. Словарь Collins English Dictionary определяет слово как «понятие, возникшее в Дании, которое заключается в создании уютной и дружеской атмосферы, способствующей благополучию».
Майк Викинг, основатель и руководитель датского Института исследования счастья, даёт в своей книге «Хюгге. Секрет датского счастья» 8 советов достижения хюгге:
1. Сделать уютными место пребывания — дом, офис
2. Принимать в гости дома близких людей
3. Вкусно есть, наслаждаться приготовлением пищи
4. Вести активный образ жизни
5. Одеваться в удобную, непринуждённую одежду
6. Получать удовольствие от простых радостей
7. Заниматься хобби, творческими занятиями, которые приносят удовольствие
8. Иметь чувство меры, получая удовольствия

Популярность хюгге в Великобритании обеспечила ему второе место (после «Brexit») в списке слов года Великобритании 2016 года, составленном Collins English Dictionary.
Хюгге посвящены несколько книг, такие как «Маленькая книга Хюгге» автора Майка Викинга, «Хюгге. Датское искусство счастья» автора Мари Турелл Содерберг, книга Луизы Томсен Бритс «Книга хюгге. Искусство жить здесь и сейчас».

## Критика
Колумнист The Guardian Майкл Бут в книге «Почти идеальные люди. Вся правда о жизни в „Скандинавском раю“» утверждает, что суть «хюгге» заключается в удобстве, которое даёт начало датскому конформизму. По Буту, счастье датчан обусловлено не только следованием принципам хюгге, а ещё и тем, что они «богатые, сексуальные и не так много работают». Кроме того, скандинавские страны занимают первые позиции по приёму антидепрессантов на душу населения. Настоящий хюгге предполагает строгое следование своим правилам, из-за этого критики называют хюгге «агрессивной скромностью». В русском языке аналогом хюгге можно назвать понятие «внутренняя эмиграция».

## Схожие понятия
- Голландское gezelligheid[англ.] — аналогичная хюгге концепция, касается комфорта и уюта, но часто более социально-ориентирована.
- В Германии Gemütlichkeit[англ.] означает состояние теплоты, доброжелательности и принадлежности.